# Vůz ABpee347 ČD
Vozy ABpee347, číslované v intervalu 61 54 30-30, jsou osobní vozy kombinující první a druhou vozovou třídu z vozového parku Českých drah. Všechny tyto vozy vznikly modernizací 15 vozů Bdt279 v polské firmě PESA Bydgoszcz v letech 2013–2014.

## Vznik řady
26. července 2011 vyhlásily České dráhy výběrové řízení na modernizaci 15 vozů řady Bdt279 na tyto vozy. Zakázku vyhrála v červenci 2012 firma PESA Bydgoszcz. Výběrové řízení snížilo cenu rekonstrukce z původních 270 milionů Kč (18 milionů Kč za vůz) na 191 milionů Kč (12 milionů Kč za vůz). První vůz Bdt279 odjel na modernizaci 26. října 2012. Dalších 11 vozů odjelo 19. května 2013. Všechny vozy měly být dodány nejpozději v létě 2014. První vůz byl představen 26. září 2013. Po představení byl převezen na Železniční zkušební okruh Cerhenice, kde byl otestován. Zkušební provoz, který měl začít na přelomu let 2013 a 2014 se opozdil. Hlavním důvodem byla nevhodná metoda úpravy podvozků. Použitá metoda je vhodná pro vozy s podvozky GP 200 vyrobené v Německé demokratické republice, ale ne u vozů vyrobených v České republice s typově shodnými podvozky. Dalším důvodem je překročení povolených hodnot rušivých proudů. Vozy poprvé vyjely s cestujícími v červnu 2014.

## Technické informace

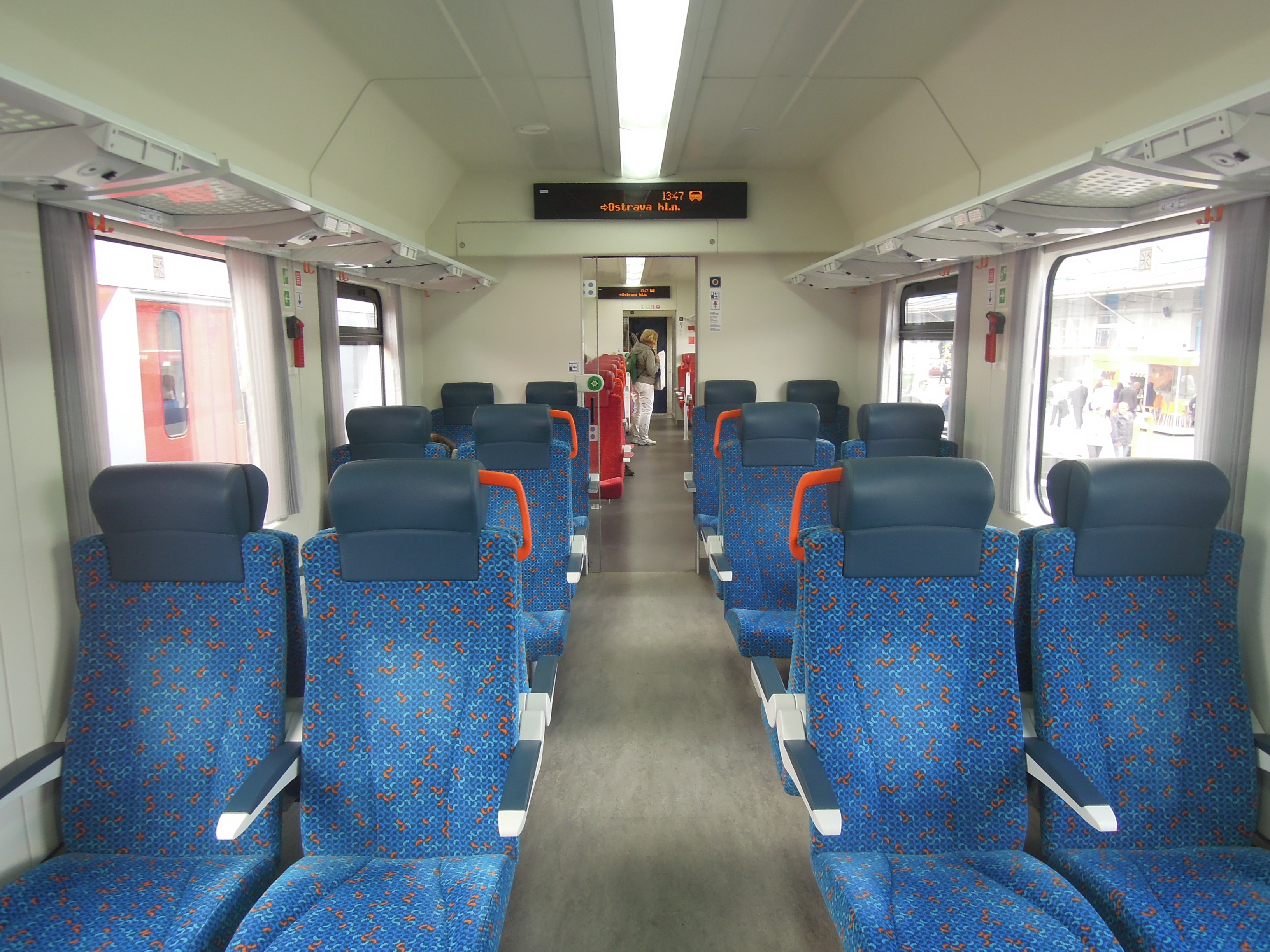
Interiér vozu, druhá třída

Jsou to klimatizované velkoprostorové osobní vozy s oddílem první i druhé třídy typu UIC-Y o délce 24 500 mm. Jsou vybaveny podvozky GP 200 s kotoučovými brzdami. Jejich nejvyšší povolená rychlost je 140 km/h.
Vozy při modernizaci dostaly nové předsuvné, za jízdy blokované nástupní dveře ovládané tlačítky.
Vozy mají 30 míst k sezení v oddílu první třídy a 40 míst k sezení v oddílu druhé třídy.
Cestujícím jsou k dispozici zásuvky 230 V, uzavřený systém WC a audio-vizuální informační systém. Pro napájení vozů elektrickou energií je dosazen centrální zdroj energie (CZE).
Do vozů je dosazena elektropneumatická brzda s přemostěním záchranné brzdy. Mimo to je ještě doplněn 18žilový UIC kabel pro komunikaci lokomotivy a řídícího vozu dle protokolů UIC 558 a 541-5.
Na vozy je již z výroby aplikován lak v korporátním stylu Českých drah od studia Najbrt.

## Provoz
GVD 2024/2025

### Rychlíky
- R11 Plzeň - České Budějovice - Jihlava - Brno (Rožmberk, Bezdrev)
- R12 Brno - Olomouc - Zábřeh na Moravě - Šumperk (Bouzov)

### Spěšné vlaky
- Olomouc – Šumperk